# Ezequiel Di Paolo
Ezequiel Di Paolo (Buenos Aires, 1970) é um filósofo e cientista cognitivo argentino. Ele é pesquisador da Ikerbasque e do Centro de Neurociência Computacional e Robótica da Universidade de Sussex. Seu campo de pesquisa abrange o enativismo e a corporificação nos estudos da cognição.

## Carreira
Di Paolo estudou Física na Universidade de Buenos Aires e obteve o título de Mestre em Engenharia Nuclear pelo Instituto Balseiro, na Argentina. Ele é PhD em Ciência da Computação e Inteligência Artificial pela Universidade de Sussex.
Seu trabalho inclui pesquisa em cognição incorporada, sistemas dinâmicos, comportamento adaptativo em sistemas naturais e artificiais, modelagem biológica, sistemas complexos, robótica evolutiva e filosofia da ciência. Sua pesquisa está na tradição estabelecida por Francisco Varela, Evan Thompson e Eleanor Rosch, um dos primeiros exemplos da abordagem corporificada e enativa da cognição.
Di Paolo acredita que a incorporação e o enativismo têm o potencial de aumentar nossa compreensão em problemas tradicionais da cognição e defende que essas visões alternativas devem ser exploradas e desenvolvidas ainda mais, em vez de serem subsumidas (ou 'diluídas') sob estruturas mais tradicionais, como o modelo dualista cartesiano.

## Publicações
- Di Paolo, E. A. «Organismically-inspired robotics: Homeostatic adaptation and natural teleology beyond the closed sensorimotor loop. In K. Murase & T. Asakura (Eds.), Dynamic Systems Approach for Embodiment and Sociality: From Ecological Psychology to Robotics, International series on advanced intelligence». Magill, South Australia: Advanced Knowledge International
- Di Paolo, Ezequiel A. (11 de abril de 2006). «Autopoiesis, Adaptivity, Teleology, Agency». Phenomenology and the Cognitive Sciences. 4 (4): 429–452. CiteSeerX 10.1.1.64.8054. doi:10.1007/s11097-005-9002-y
- De Jaegher, Hanne; Di Paolo, Ezequiel (2007). «Participatory sense-making». Phenomenology and the Cognitive Sciences. 6 (4): 485–507. doi:10.1007/s11097-007-9076-9
- Di Paolo, Ezequiel (2008). «Extended Life». Topoi. 28: 9–21. doi:10.1007/s11245-008-9042-3
- Di Paolo, E. A. (2010). Robotics inspired in the organism. Intellectica, 53-54, 129–162.
- De Jaegher, Hanne; Di Paolo, Ezequiel; Gallagher, Shaun (2010). «Can social interaction constitute social cognition?». Trends in Cognitive Sciences. 14 (10): 441–7. PMID 20674467. doi:10.1016/j.tics.2010.06.009
- Bedia, Manuel G.; Di Paolo, Ezequiel (2012). «Unreliable Gut Feelings Can Lead to Correct Decisions: The Somatic Marker Hypothesis in Non-Linear Decision Chains». Frontiers in Psychology. 3: 384. PMC 3466990. PMID 23087655. doi:10.3389/fpsyg.2012.00384
- Di Paolo, Ezequiel; De Jaegher, Hanne (2012). «The interactive brain hypothesis». Frontiers in Human Neuroscience. 6: 163. PMC 3369190. PMID 22701412. doi:10.3389/fnhum.2012.00163
- De Jaegher, Hanne; Di Paolo, Ezequiel (2013). «Enactivism is not interactionism». Frontiers in Human Neuroscience. 6: 345. PMC 3539800. PMID 23316153. doi:10.3389/fnhum.2012.00345
- Buhrmann, Thomas; Di Paolo, Ezequiel Alejandro; Barandiaran, Xabier (2013). «A Dynamical Systems Account of Sensorimotor Contingencies». Frontiers in Psychology. 4. 285 páginas. PMC 3664438. PMID 23750143. doi:10.3389/fpsyg.2013.00285
- Cuffari, Elena Clare; Di Paolo, Ezequiel Alejandro; De Jaegher, Hanne (2014). «From participatory sense-making to language: there and back again». Phenomenology and the Cognitive Sciences. 14 (4): 1089–1125. doi:10.1007/s11097-014-9404-9
- Barandiaran, Xabier E.; Di Paolo, Ezequiel A. (2014). «A genealogical map of the concept of habit». Frontiers in Human Neuroscience. 8: 522. PMC 4104486. PMID 25100971. doi:10.3389/fnhum.2014.00522
- Di Paolo, Ezequiel Alejandro; Barandiaran, Xabier E.; Beaton, Michael; Buhrmann, Thomas (2014). «Learning to perceive in the sensorimotor approach: Piaget's theory of equilibration interpreted dynamically». Frontiers in Human Neuroscience. 8. 551 páginas. PMC 4115614. PMID 25126065. doi:10.3389/fnhum.2014.00551
- Di Paolo, Ezequiel A. (2014). «The worldly constituents of perceptual presence». Frontiers in Psychology. 5. 450 páginas. PMC 4030179. PMID 24860544. doi:10.3389/fpsyg.2014.00450
- Di Paolo, Ezequiel A.; Cuffari, Elena; De Jaegher, Hanne (2018). «Linguistic Bodies: The Continuity between Life and Language». MIT Press Direct. 1. doi:10.7551/mitpress/11244.001.0001